# مستودع مؤسسي
المستودع المؤسسي (IR) هو أرشيف مخصص لجمع وحفظ ونشر نسخ رقمية من الإنتاج الفكري لمؤسسة معينة، لا سيما المؤسسات البحثية. يستخدم الأكاديميون مستودعاتهم المؤسسية أيضًا لأرشفة الأعمال المنشورة لزيادة ظهورها وتعزيز التعاون مع زملائهم الباحثين. ومع ذلك، فإن معظم هذه المخرجات التي تنتجها الجامعات لا يتم الوصول إليها أو مشاركتها بشكل فعال من قبل الباحثين والجهات المعنية الأخرى. لذا، يجب أن يشارك الأكاديميون في تنفيذ وتطوير مشاريع المستودعات المؤسسية لفهم فوائدها والغرض من إنشائها.
تم تعريف المستودع المؤسسي على أنه "مجموعة من الخدمات التي تقدمها الجامعة لأفراد مجتمعها لإدارة ونشر المواد الرقمية التي أنشأتها المؤسسة وأعضاؤها". بالنسبة للجامعات، يشمل ذلك مواد مثل المونوغرافيا، والأبحاث الإلكترونية الخاصة بمقالات المجلات العلمية—سواء قبل (مطبوعات أولية) أو بعد (مطبوعات لاحقة) اجتيازها مراجعة الأقران—بالإضافة إلى الأطروحات والرسائل العلمية (ETDs). قد يشمل المستودع المؤسسي أيضًا أصول رقمية أخرى تنتجها الجامعات، مثل مجموعات البيانات، الوثائق الإدارية، ملاحظات الدورات التعليمية، كائنات التعلم، الملصقات الأكاديمية، أو وقائع المؤتمرات. في بعض المؤسسات، يكون إيداع المواد في المستودع المؤسسي إلزاميًا.
من بين الأهداف الرئيسية لإنشاء مستودع مؤسسي توفير الوصول الحر إلى مخرجات البحث العلمي عبر الأرشفة الذاتية في مستودع وصول حر، وزيادة الرؤية العالمية للأبحاث الأكاديمية للمؤسسة، وتخزين وحفظ أصولها الرقمية الأخرى، بما في ذلك الأدبيات الرمادية مثل الأطروحات، والأوراق البحثية، أو التقارير الفنية.

## الوظائف
يمكن تصنيف المستودعات المؤسسية على أنها نوع من المكتبة الرقمية. تقوم المستودعات المؤسسية بوظائف المكتبات الرقمية الرئيسية من خلال جمع وتصنيف وفهرسة وإدارة وحفظ وإتاحة الوصول إلى المحتوى الرقمي.
تمكّن المستودعات المؤسسية الباحثين من الأرشفة الذاتية لأبحاثهم، مما يعزز من رؤيتها وزيادة استخدامها وتأثيرها داخل المؤسسة الأكاديمية. تشمل الوظائف الأخرى للمستودع المؤسسي إدارة المعرفة، وتقييم الأبحاث، وتوفير الوصول الحر للأبحاث العلمية.
في عام 2003، وصف كليفورد لينش وظائف المستودعات المؤسسية في سياق الجامعات، حيث قال:
"... المستودع المؤسسي القائم على الجامعة هو مجموعة من الخدمات التي تقدمها الجامعة لأفراد مجتمعها لإدارة ونشر المواد الرقمية التي أنشأتها المؤسسة وأعضاؤها. إنه في الأساس التزام تنظيمي بإدارة هذه المواد الرقمية، بما في ذلك الحفظ طويل الأجل عند الضرورة، فضلاً عن تنظيمها وإتاحتها أو توزيعها."
يعتمد محتوى المستودع المؤسسي على تخصص المؤسسة. تقوم مؤسسات التعليم العالي بإجراء أبحاث في مجالات متعددة، مما يجعل المستودعات المؤسسية تضم أبحاثًا في مختلف التخصصات الأكاديمية. ومن الأمثلة على المستودعات المؤسسية مستودع معهد ماساتشوستس للتكنولوجيا (MIT Institutional Repository). أما المستودع التخصصي فهو مستودع مخصص لتخصص معين، حيث يستضيف ويوفر الوصول إلى الأبحاث العلمية ضمن تخصص معين. على سبيل المثال، يحتوي المستودع التخصصي PsyDok على أبحاث باللغة الألمانية في علم النفس، بينما يعد SSOAR خادم نصوص كاملة دولي لعلوم الاجتماع. يمكن أن يكون المحتوى المدرج في المستودع المؤسسي إما رقميًا محولًا أو رقميًا أصليًا.

## مستودعات الوصول الحر
المستودعات المؤسسية التي توفر الوصول إلى الأبحاث للمستخدمين خارج مجتمع المؤسسة هي إحدى الطرق الموصى بها لتحقيق رؤية الوصول الحر كما هو موضح في تعريف مبادرة بودابست للوصول الحر. يُعرف هذا أحيانًا باسم الأرشفة الذاتية أو المسار "الأخضر" للوصول الحر.

## تطوير المستودع المؤسسي
تشمل خطوات تطوير المستودع المؤسسي اختيار منصة وتحديد ممارسات البيانات الوصفية.
يتطلب تصميم المستودع المؤسسي العمل مع أعضاء هيئة التدريس لتحديد نوع المحتوى الذي تحتاج المكتبة إلى دعمه. كما أن تسويق المستودع المؤسسي والترويج له أمر مهم لتعزيز الوصول وزيادة رؤية الباحثين. تحتاج المكتبات أيضًا إلى توجيه جهودها التسويقية إلى مجموعات مختلفة من أصحاب المصلحة.
قد تحفز المكتبات اهتمام أعضاء هيئة التدريس من خلال توضيح كيف يمكن للمستودع المؤسسي دعم البحث العلمي أو تحسين إمكانية العثور على المقالات في المستقبل.

## البرمجيات
يمكن لمعظم منصات برمجيات المستودعات المؤسسية استخدام بروتوكول مبادرة الأرشيف المفتوح لحصاد البيانات الوصفية (OAI-PMH) لجمع البيانات الوصفية. على سبيل المثال، يدعم دي سبيس OAI-PMH.
أظهر استطلاع أُجري عام 2014 بتكليف من Duraspace أن 72% من المشاركين أشاروا إلى أن مستودعهم المؤسسي مستضاف من قبل طرف ثالث.

## المجمعات
صرّح اتحاد مستودعات الوصول الحر (COAR) في بيانه بأن "لكل مستودع فردي قيمة محدودة للبحث: تكمن القوة الحقيقية للوصول الحر في إمكانية ربط المستودعات ببعضها، وهذا هو السبب في حاجتنا إلى التشغيل البيني. من أجل إنشاء طبقة محتوى متكاملة من خلال المستودعات المتصلة عالميًا، يعتمد الوصول الحر على التشغيل البيني، وهو القدرة على تواصل الأنظمة مع بعضها البعض وتبادل المعلومات بتنسيق قابل للاستخدام. يتيح التشغيل البيني لنا الاستفادة من القوة الحاسوبية الحالية بحيث يمكننا جمع البيانات، واستخراج المعلومات، وإنشاء أدوات وخدمات جديدة، وتوليد معرفة جديدة من محتوى المستودعات."
يتم تحقيق التشغيل البيني في عالم المستودعات المؤسسية من خلال استخدام بروتوكولات مثل بروتوكول مبادرة الأرشيف المفتوح لحصاد البيانات الوصفية (OAI-PMH)، مما يسمح لمحركات البحث ومجمعات الوصول الحر، مثل BASE وCORE وUnpaywall، بفهرسة البيانات الوصفية والمحتوى، وتقديم خدمات مضافة بناءً على هذه البيانات.
يقوم **Digital Commons Network** بتجميع محتويات المستودعات المؤسسية حسب التخصص الأكاديمي، حيث يشمل حوالي 500 مستودع مؤسسي يعمل على منصة Bepress Digital Commons. كما يحتوي على أكثر من مليوني ملف نصي كامل.

## قراءة إضافية
- Finlay، Stephen Craig، المحرر (2021). The complete guide to institutional repositories. Chicago: ALA Editions. ISBN:9780838948101.
- Callicott، Burton B.؛ Scherer، David؛ Wesolek، Andrew، المحررون (2015). Making institutional repositories work. West Layfayett: Purdue University Press. DOI:10.2307/j.ctt1wf4drg. ISBN:9781557537263.
- Bluh، Pamela؛ Hepfer، Cindy، المحررون (2013). The institutional repository: benefits and challenges. Chicago: Association for Library Collections & Technical Services, American Library Association. ISBN:978-0838986615.
- Buehler، Marianne (2013). Demystifying the institutional repository for success. Oxford: Chandos Publishing. ISBN:9781843346739.

## روابط خارجية
- Ranking Web of World Repositories
- List of repository software on Libopedia
- Practical guidelines for starting an institutional repository
- Peter Suber (المحرر). "(Institutional repositories)". Open Access Tracking Project. Harvard University. OCLC:1040261573. مؤرشف من الأصل في 2023-08-10. News and comment from the worldwide movement for open access to research